# Újhartyán
Újhartyán là một thị trấn thuộc hạt Pest, Hungary. Thị trấn này có diện tích 22,43 km², dân số năm 2010 là 2760 người, mật độ 123 người/km².